# Cianciulliite
La cianciulliite è un minerale.

## Etimologia
Il suo nome deriva da quello del mineralogista statunitense John Cianciulli (1949-2005)